# Synema togoense
Synema togoense là một loài nhện trong họ Thomisidae.
Loài này thuộc chi Synema. Synema togoense được Maria Dahl miêu tả năm 1907.